# Mari-chan
Mari-chan (まりちゃんシリーズ) là một series manga Nhật Bản bởi Kimiko Uehara. Quyển manga này chiến thắng giải Manga Shogakukan lần thứ 35 cho mục manga cho trẻ em.